# 北布恰加峰
46°06′12″N 10°32′29″E / 46.1033°N 10.54125°E
北布恰加峰（義大利語：Cima Buciaga Nord），是意大利的山峰，位於該國北部，由特倫蒂諾-上阿迪傑大區負責管轄，屬於阿達梅洛-普雷薩內拉阿爾卑斯山脈的一部分，海拔高度3,015米，每年平均降雨量1,357毫米。